# بيدرو خوليو سانشيز
بيدرو خوليو سانشيز (بالإسبانية: Pedro Julio Sánchez)‏ هو دراج كولومبي، ولد في 8 أبريل 1940 في Chaparral, Tolima ‏ في كولومبيا.

## وصلات خارجية
- بيدرو خوليو سانشيز على موقع أرشيف الدراجات (الإنجليزية)
- بيدرو خوليو سانشيز على موقع إحصائيات الدراجات الإحترافية (الإنجليزية)
- بيدرو خوليو سانشيز على موقع أوليمبيديا (الإنجليزية)